# Marguerite Champendal
Marguerite Champendal, née le 2 juin 1870 au Petit-Saconnex et morte le 25 octobre 1928 à Genève d'un arrêt cardiaque, est la première Genevoise à avoir obtenu son doctorat en médecine, en 1900, à l'Université de Genève.

## Biographie
Marguerite Champendal est la troisième enfant de Jacques Henri Samuel Champendal et Christine Elisabeth née Roch. Elle grandit dans cette famille en recevant une éducation protestante. 

### Formation
Elle bénéficie d'abord des cours privés dispensés par une institutrice, puis commence sa scolarité à l'École secondaire et supérieure des jeunes filles. 
Elle souhaite devenir médecin, mais sa famille s'y oppose, trouvant cette profession trop scientifique pour une femme. Elle exerce donc le métier d'enseignante à Berlin, puis à Paris, avant que son père ne la laisse entrer à la faculté des sciences, cédant face à sa détermination mais aussi parce que son beau-frère médecin la soutient dans ce projet. Elle obtient son baccalauréat, ce qui lui permet de suivre les cours de la faculté de médecine. Elle fait partie des premières femmes à intégrer l'Université de Genève, à la suite d'une loi votée en 1872 permettant aux femmes l'accès à l'Université. 
Elle passe son année de propédeutique en octobre 1894 et termine sa formation pratique par trois semestre à la Maternité. 
Elle devient la première genevoise à obtenir un doctorat de médecine en 1900,. 34 autres femmes ont obtenu le doctorat à ce moment, mais elles sont toutes d'origines étrangères. Sa thèse de doctorat s'intitule Des varices congénitales.

### Carrière professionnelle
Peu avant la publication de sa thèse de doctorat, elle découvre l'institution de la Goutte de lait de Gaston Variot lors d'un séjour à Paris. Elle met en place le 1er février 1901 dans une petite salle de la paroisse en vieille ville de Genève, un centre de distribution de lait pasteurisé et de conseil pour les mères de nourrissons, en plus d'être active dans son cabinet privé à Champel. 
L'école Le Bon Secours, qu'elle fonde le 1er novembre 1905, forme initialement des jeunes femmes issues de la bourgeoisie pour en faire des infirmières volontaires pour soigner les malades indigents à domicile, avant de se développer en une école de formation pour garde-malade. L'école deviendra par la suite, la Haute école de santé.
Marguerite Champendal est privat-docent de la Faculté de médecine de l'Université de Genève entre 1913 et 1919. Elle publie en 1916 Le Petit Manuel des Mères. 
Elle devient membre de la Société médicale de Genève en 1921 avec la doctoresse Henriette Saloz-Joudra. Après les transformations dans le rôle social des femmes notamment leur intégration dans le marché du travail à la suite de la Première Guerre mondiale, les compétences professionnelles des femmes diplômées sont de plus en plus reconnues et acceptées.

### Implication dans le mouvement féministe
Marguerite Champendal s'engage dans le mouvement féministe de l'époque en adhérant à l'Union des femmes de Genève en 1902. L'Union prône une reconnaissance des compétences des femmes pour devenir des mères et des citoyennes accomplies. Selon Denise Francillon, il s'agit donc d'un « féminisme ambiguë ». Marguerite Champendal participe activement à ce mouvement féministe « moral et pédagogique ».

## Posterité
Une rue de Genève porte son nom, Chemin Doctoresse Champendal. Il en va de même pour un des auditoires de la faculté de médecine de Genève.